# Radio RaSA
Radio RaSA (ausgeschrieben: Verein Radio Schaffhauser Alternative) ist ein nichtkommerzieller Hörfunksender mit Sitz in Schaffhausen. Er ist seit 1999 auf Sendung.
Das Sendegebiet beschränkt sich auf den Kanton Schaffhausen. Das Programm wird vom Sender Schaffhausen (J. J. Wepfer-Strasse) (47° 42′ 50″ N, 8° 38′ 15″ O), in der Nähe des Kantonsspitals Schaffhausen, über die Frequenz 107,2 MHz mit einer Sendeleistung von 0,05 kW ausgestrahlt. Über den UKW-Sender von Radio RaSA werden seit November 2019 RDS-Daten gesendet. (Senderkennung: __RASA__)
Der Sender ist ausserdem auch über DAB+ im Digris Winterthur/Schaffhausen Ensemble (Kanal 5D) empfangbar. Der Sender ist als Verein eingetragen und finanziert sich durch Mitgliedsbeiträge von Mitgliedern. Radio RaSA ist Mitglied im Verband der komplementären Radios der Schweiz (corall).